# CRH2
Le CRH2 est un train à grande vitesse dérivé du Shinkansen E2 conçu au Japon. C'est la deuxième fois qu'un train dérivé d'un Shinkansen est exporté, le premier étant le Taiwan High Speed 700T. Il existe plusieurs versions du CRH2, possédant des caractéristiques parfois très différentes. Leur vitesse maximale en service commercial est toujours d'au moins 250 km/h. Leur nom est CRH2 suivi d'une lettre : CRH2A, CRH2B...

## Historique
Les 3 premières rames (numéros 2001-2003) ont été construites au Japon, les six suivantes (2004-2009) ont été livrées en complete knock down et ont été assemblées par CSR Sifang Locomotive and Rolling Stock. Les 51 restantes (2010-2060) ont été construites par Sifang après un transfert de technologie depuis le Japon.
Le premier train est arrivé au port de Qingdao le 8 mars 2006 et est entré en service le 18 avril 2007.
D'après les médias chinois et japonais, les trains CRH2 auraient commencé les tests d'essai avant la mise en service commercial sur les lignes Shanghai-Hangzhou et Shanghai-Nanjing dès le 28 janvier 2007.
Le ministère chinois du rail a commandé 60 rames CRH2 à Kawasaki Heavy Industries au Japon, avec le CRH1 de Bombardier Transport, le CRH3 de Siemens et le CRH5 d'Alstom.
Durant l'essai du 22 avril 2008, un train CRH2C mis à jour a atteint une vitesse de pointe de 370 km/h sur la LGV Pékin - Tianjin.
Depuis octobre 2009, le ministère chinois du rail a signé un nouveau contrat de 140 nouveaux trains capables de rouler à 350 km/h avec Nanche Sifang Locomotive, à travers un accord de licensing avec Kawasaki Heavy Industries. Cela comprend 100 rames de 16 voitures, et 40 rames de 8 voitures.